# Цитайхэ
Цитайхэ (кит. упр. 七台河, пиньинь Qītáihé) — городской округ в провинции Хэйлунцзян КНР. Название округа происходит от реки Цитахэ.

## История
После образования Китайской республики эти земли были разделены между уездами Илань (依兰县) и Баоцин (宝清县). В 1918 году из уезда Илань был выделен уезд Боли (勃利县).
В 1958 году в этих местах началась добыча угля. В 1960 году образовался посёлок Цитайхэ. В 1965 году решением Госсовета КНР посёлок Цитайхэ с окружающей территорией был выделен из уезда Боли в Особый район Цитайхэ (七台河特区). В 1970 году Особый район Цитайхэ был преобразован в городской уезд Цитайхэ (七台河市). В 1983 году городской уезд Цитайхэ был поднят в статусе до городского округа, и в его состав также вошли уезд Боли и часть земель уезда Баоцин; территория прежнего городского уезда Цитайхэ была при этом разделена на три района.

## Население
Согласно переписи 2000 года, в Цитайхэ проживали представители следующих национальностей
| Национальность | Количество | Доля   |
| -------------- | ---------- | ------ |
| Китайцы        | 762 216    | 94,4 % |
| Маньчжуры      | 32 922     | 4,08 % |
| Корейцы        | 7782       | 0,96 % |
| Монголы        | 1931       | 0,24 % |
| Хуэй           | 1924       | 0,24 % |
| Сибо           | 203        | 0,03 % |
| Туцзя          | 89         | 0,01 % |
| И              | 57         | 0,01 % |
| Прочие         | 316        | 0,04 % |

## Административно-территориальное деление
Городской округ Цитайхэ делится на три района и один уезд:
|   |        |          |           |            |                  |               |                            |
| # | Статус | Название | Иероглифы | Пиньинь    | Население (2010) | Площадь (км²) | Плотность населения (/км²) |
| 1 | Район  | Таошань  | 桃山区    | Táoshān qū | 230 293          | 74            | 2162                       |
| 2 | Район  | Синьсин  | 新兴区    | Xīnxīng qū | 236 768          | 123           | 1626                       |
| 3 | Район  | Цецзыхэ  | 茄子河区  | Qiézihé qū | 153 874          | 1560          | 90                         |
| 4 | Уезд   | Боли     | 勃利县    | Bólì xiàn  | 299 484          | 4466          | 83                         |

## Экономика
Цитайхэ является крупным центром по производству различного оборудования для зимних видов спорта, особенно коньков.